# Астон, Джон (младший)
Джон А́стон-младший (англ. John Aston Jr.; родился 28 июня 1947 года в Манчестере) — английский футболист, выступавший на позиции вингера.

## Биография
Астон-младший родился и вырос в Манчестере, став воспитанником футбольной академии «Манчестер Юнайтед». Его дебют за клуб состоялся в 1965 году в матче против «Лестер Сити». Астон помог клубу выиграть чемпионат в сезоне 1966/67, а также Кубок европейских чемпионов 1967/68, сыграв в финале против «Бенфики» на «Уэмбли». Всего Астон-младший сыграл за клуб 187 матчей и забил 27 голов. В 1972 году он перешёл в клуб «Лутон Таун», в котором выступал до 1977 года. Впоследствии он играл за «Мансфилд Таун» и «Блэкберн Роверс».
Его отец, Джон Астон-старший (1921—2003), также выступал за «Манчестер Юнайтед» в послевоенный период, а затем работал в тренерском штабе клуба (как раз в то время, когда его сын был игроком «Юнайтед»). Из-за этого Астон-младший подвергался большой критике со стороны болельщиков, считавших, что отец покровительствует сыну, выставляя его играть в основной состав. По популярности Астон-младший не мог сравниться с другими атакующими игроками клуба вроде Джорджа Беста, Бобби Чарльтона и Дениса Лоу.
Впоследствии был владельцем магазина в Сталибридже, Большой Манчестер. Его сын, Марк, работал учителем физкультуры в средней школе в Бери.

## Достижения
Манчестер Юнайтед
- Чемпион Первого дивизиона: 1966/67
- Обладатель Суперкубка Англии (2): 1965*, 1967*
- Победитель Кубка европейских чемпионов: 1968

 * Разделённые победы в Суперкубке (в матчах была зафиксирована ничья и победителями объявлялись оба клуба-участника)